# أحمد البهلول
أحمد بن الحسين الطرابلسي الملقب بالـبُهلول المشهور أيضاً به أحمد البهلول (نسب: أحمد بن حسين بن أحمد بن محمد بن البهلول) (حوالي 1650 - توفي: 2 رجب - 1113 هـ/ 3 ديسمبر 1702 م) عالم دين في عقيدة أهل السنة والفقه المالكي والحنفي، وكاتب وشاعر متصوف من مدينة طرابلس في ليبيا.

رحل إلى مصر وتتلمذ على العديد من علمائها، من بينهم: أحمد البشيشي الكبير، محمد الخرشي، عبد الباقي الزرقاني، والشرنبلالي، وعاد إلى بلده وأضحى من شخصياته العلمية والثقافية البارزة. روى الحديث النبوي، وألّف في عقيدة أهل السنة منظومة «درة العقائد»، وفي فقه الإمام أبو حنيفة النعمان ألّف منظومة «المعينة».

من آثاره: تخميس العياضية في مدح خير البرية، منظومة درة العقائد، منظومة المعينة في مذهب أبي حنيفة، المقامة النورية، والبلاغة و الآداب السنية.